# Agnapha japena
Agnapha japena är en insektsart som beskrevs av Willemse, C. 1933. Agnapha japena ingår i släktet Agnapha och familjen vårtbitare. Inga underarter finns listade i Catalogue of Life.